# Rafael Juan i Mestre
Rafael Juan i Mestre (Porreres, Mallorca, 2 de febrer de 1908 - Lluc, Mallorca, 12 d'abril de 1989) és un sacerdot, missioner, professor, historiador, arxiver i músic balear.
Llicenciat en filologia clàssica, el 1923 ingressà a la congregació de Missioners dels Sagrats Cors. Fou ordenat de prevere el 1931. Es dedicà a l'ensenyament al seminari diocesà de la Sagrada Família de Rio IV, a l'Argentina, i a l'escolania del santuari de Lluc (1935-1941 i 1958-1989), on va ser arxiver i s'ocupà d'ordenar tot el fons documental. Com a músic, compongué, entre d'altres, el propi de la missa de la Mare de Déu de Lluc, Oremus pro Pontifice nostro, Panes vitae i adaptacions de textos lul·lians. La seva tasca com a investigador se centrà en la història i la toponímia del terme d'Escorca i del santuari de Lluc. Publicà nombrosos articles en les revistes Comunicació-Lluc, Bolletí de la Societat Arqueològica Lul·liana, Studia Monastica i Hojas de Lluc. És fill adoptiu d'Escorca. Entre la seva bibliografia cal destacar: Contribució a la història antiga del santuari de Lluc (1971), Parroquia de San Pedro de Escorca: datos sobre su historia (1976), “Los santuarios de Montserrat i de Lluc: una confrontación de orígenes” (1977) i Los órganos de Lluc, “II Simpòsium sobre orgues històrics de Mallorca” (1996).